# Morlocks (comics)
Pour les articles homonymes, voir Morlock.
Les Morlocks est le nom d'un groupe de personnages de fiction évoluant dans l'univers Marvel de la maison d'édition Marvel Comics. Créé par le scénariste Chris Claremont et le dessinateur Paul Smith, le groupe apparaît pour la première fois dans le comic book Uncanny X-Men #169 en mai 1983, même si le personnage de Caliban est apparu avant cette date, mais n'était pas encore à ce moment membre des Morlocks.
Les Morlocks ont été baptisés d'après les personnages du roman La Machine à explorer le temps de H. G. Wells. C'est une communauté de mutants vivant principalement dans les égouts de New York. Morlocks est également le titre d'une mini-série mettant en scène les Morlocks de Chicago.
En raison d’une série de tragédies, les Morlocks d’origine ne résident plus dans la ville souterraine de New York (à l’exception de Marrow, qui était l’un des enfants des Morlocks d’origine), bien qu'une cellule éclatée de Gene Nation et un groupe comparable appelé Ceux qui vivent dans l'obscurité (Those Who Live in Darkness) ont émergé.
Des groupes similaires, appelés Morlocks par les lecteurs et/ou les X-Men eux-mêmes, sont apparus sous Chicago et Londres.

## Biographie fictive du groupe
La communauté des Morlocks, des mutants, vit dans les égouts situés sous Manhattan à New York. Il a été révélé récemment qu'elle a été fondée par Dark Beast, la version alternative de Hank McCoy, venue de l'Ère d'Apocalypse.
La borgne Callisto était reine des Morlocks jusqu'à ce qu'elle perde sa place en affrontant Tornade des X-Men en combat singulier, établissant une alliance inédite entre les Morlocks et les X-Men.
Les Morlocks furent victimes de l'opération Mutant Massacre (en), un génocide organisé par les Maraudeurs aux ordres de Mister Sinistre. Les Morlocks, qui avaient choisi de s'éloigner des humains par manque de combativité, subirent de nombreuses pertes jusqu'à l'arrivée des X-Men venus à leur secours. Au cours du combat, Diablo (Kurt Wagner) subit des blessures critiques de la part de Riptide, qui fut ensuite étranglé par Colossus. Kitty Pryde fut transpercée par un projectile lancé par Harpon, devenant intangible de manière permanente. Quant à Colossus, bien que personne ne s'en rendit compte sur le coup, il fut lui aussi touché et devint incapable de quitter son corps d'acier,.
Le frère ainé de Colossus et Magik, Mikhail Rasputin, était un cosmonaute du programme spatial soviétique. Il avait le pouvoir mutant de canaliser toute forme d'énergie et d'altérer psioniquement la structure moléculaire de la matière. Il fut envoyé en Sibérie afin d’enquêter sur un portail. Son vaisseau le traversa pour pénétrer dans une autre dimension. Quand Mikhail utilisa son pouvoir pour refermer le portail, il libéra sans le vouloir une énergie qui tua tout le monde dans cette dimension. Finalement, les X-Men traversèrent le portail et ramenèrent Mikhail sur Terre. Là, il chercha sa rédemption en transportant les Morlocks ayant survécu au massacre dans l'autre dimension, où il vivait dans une citadelle perchée sur la « Colline ». Dans cette dimension, le temps passait bien plus vite et les enfants qu'il avait sauvés devinrent adultes le temps d'une courte période sur Terre. Se reprochant les morts qu'il avait causés dans cette dimension en fermant le portail, Mikhail perdit la raison et tomba sous l'influence d'une entité maléfique. Il était persuadé que les enfants Morlocks survivants devaient devenir des guerriers pour combattre la cruauté humaine. Ainsi, dès que leurs pouvoirs mutants se manifestaient, il les envoyait dehors en les forçant à s'affronter entre eux.
Gene Nation, qui comptait à sa tête Marrow, était un groupe de terroristes Morlocks. Entrainés par Mikhail pour devenir des tueurs sans pitié, les Morlocks survivants revinrent sur Terre en tant que groupe terroriste. Marrow était leur leader et on comptait parmi les autres membres : Sack, Reverb, Obsidian le Sombre et Integrer.

## Membres
Les Morlocks de New York sont plusieurs centaines. En voici les membres les plus importants.
- Annalee (tuée lors du massacre)
- Ape (tué à Neverland)
- Berserker (tué par Cyclope)[4]
- Bliss[5]
- Blowhard (décédé)
- Braincell (présumé décédé)
- Brute (tué par Cable)
- Caliban (tué quand il faisait partie de X-Force)
- Callisto
- Cybelle (tué lors du massacre)
- Ent
- Erg (a rejoint les 198)
- Feral (tuée par Dents-de-sabre)
- Fever Pitch
- le Guérisseur (décédé)
- Homme marqué[6]
- Hemingway (tué par l'Agent Zéro)
- Jo (tuée lors du massacre)
- Joli-rêve (a survécu au massacre, fait partie des 198)[7]
- Marrow
- Masque
- Mère Inférieure (décédée)[8]
- Missy[9]
- Plague (devenu Pestilence, l'un des Cavaliers d'Apocalypse)
- Pester[10]
- Pixie[11]
- Poulet (décédé)
- Qwerty[12]
- Revelation[13]
- Sack[14]
- Samson (décédé)
- Sangsue
- Scaleface (décédée)[15]
- Skids
- Soteira[16]
- Sunder (tué par les Reavers)
- Tar baby (tué à Neverland)[17]
- Taupe (décédé)[18]
- Thornn
- Tommy (tuée lors du massacre)[19]

## Morlocks de Chicago
En 2002, une mini-série de comic books nommée Morlocks met en scène une bande de Morlocks de Chicago. Les quatre numéros de la série sont scénarisés par Geoff Johns et dessinés par Shawn Martinbrough.
- « Initiation », Morlocks #1 (juin 2002)
- « The Rocket's Red Glare », Morlocks #2 (juillet 2002)
- « Sinners and Saviors », Morlocks #3 (août 2002)
- « Last Stop », Morlocks #4 (septembre 2002)

### Résumé
Exclus par la société et pourchassés par les Sentinelles, plusieurs mutants de Chicago décident de vivre ensemble dans les égouts de la ville. La presse les surnomme les Morlocks comme leurs homologues de New York et les décrit comme dangereux. Le groupe est bien plus petit que celui de New York, il se compose de Angel Dust, Electric Eve, Litterbug, Postman et Shatter. Les Morlocks restent principalement sous la surface pour profiter des lignes à haute tension enterrées qui empêchent les Sentinelles de les détecter. Pour se ravitailler, ils sont obligés de sortir et de voler.
Lors d'un cambriolage de supermarché, Postman utilise ses pouvoirs mentaux pour neutraliser deux policiers. Un jour, lors d'une altercation entre un groupe armé de voleurs et des policiers, un des gangsters découvre qu'il est un mutant lorsque son corps passe à l'état liquide et qu'il coule dans les égouts. La police le poursuit et ils tombent sur les Morlocks. Ces derniers secourent le mutant qui décide de se joindre à eux et prend le nom de Cell. Les Morlocks lui expliquent alors le pacte : chacun d'eux a le droit de réaliser une dernière chose à la surface et les autres doivent l'aider à réaliser ce vœu peu importe sa nature. Dans le même temps, l'attention du Dr. Metellus, le leader du projet Sentinelles, se porte sur Chicago,. Il demande à un de ses hommes Slater de s'assurer que les Morlocks de Chicago soient exterminés,.
Les mutants savent qu'ils ne peuvent rester à la surface qu'environ 7,5 min avant d'être repérés. Ils arrivent facilement à exaucer le souhait de Shatter de voir son chien Hank libéré d'un chenil. Ensuite, Electric Eve prétend que son ancien employeur lui a soutiré une bague ornée d'un diamant qui appartenait à sa grand-mère. Mais lorsque ses compagnons s'occupent des gardes du corps de son ancien employeur, elle le tue. En fait, il s'agissait de son dealer qui l'avait entraînée dans la prostitution. Les autres Morlocks sont désormais complices d'un meurtre, Postman est furieux contre elle. Les Sentinelles les détectent et les attaquent. Au poste de police, seul un des hommes qui pourchassait Cell se souvient de la rencontre avec les Morlocks. Son capitaine lui ordonne de diriger une équipe dans les égouts,.
Non sans mal, les Morlocks échappent aux Sentinelles. Shatter, le plus gravement blessé, a perdu un bras. De retour dans les égouts, ils se disputent de nouveau à propos du meurtre commis par Eve. La police leur tombe dessus. Un des policiers tire sur Eve, Trader la protège et décède. Postman attaque avec ses pouvoirs mentaux et efface les esprits de leurs agresseurs. Il le regrette amèrement. Les Morlocks décident de poursuivre leur pacte. Postman visite sa femme à l'hôpital. Elle est dans le coma depuis qu'il a accidentellement effacé ses souvenirs. Postman laisse une note où il a écrit qu'il l'aime et qu'il ne se pardonnera jamais cet accident. Angel Dust visite ses parents et leur avoue qu'elle a fui dès qu'elle a découvert qu'elle était une mutante. Ses parents lui annoncent alors que cela ne les dérange pas et qu'ils veulent qu'elle rentre à la maison. Afin d'éviter les Sentinelles, Angel Dust est contrainte de retourner sous la surface. Dans les égouts, Litterbug annonce qu'avant d'être un mutant, il travaillait dans l'armée sur le projet Sentinelle. Il connaît un centre de commandement et suggère que le groupe le détruise afin qu'Angel puisse retrouver ses parents et les autres fuir Chicago,.
Les Morlocks décident de passer à l'action. En utilisant les connaissances de Litterbug, ils réussissent à prendre le contrôle manuel d'une Sentinelle afin de l'utiliser comme cheval de Troie. En se cachant à l'intérieur, ils pénètrent dans la base principale. Lorsqu'ils passent à l'attaque, une douzaine de Sentinelles les attaquent et le Dr Metellus jubile à l'idée de les voir mourir devant ses yeux. La pièce est trop petite pour que tous les robots puissent manœuvrer ensemble. Litterbug et Electric Eve tentent de neutraliser les ordinateurs de contrôle pendant que les autres Morlocks s'occupent des robots. Seul, Cell panique et se cache. Eve réussit à provoquer un court-circuit dans l'ordinateur principal ce qui provoque un dysfonctionnement et les Sentinelles s'écrasent au sol. La base commence à se détériorer et est proche de l'explosion. Les Morlocks s'échappent. Excepté Cell qui souhaite se racheter, il entoure son corps autour du Dr Metellus. Une sentinelle fonctionnant encore partiellement les tuent. Avec le programme détruit, le chef de projet mort, les Morlocks sont libres de quitter Chicago pour se cacher ailleurs. Seule Angel Dust reste en arrière, elle retourne vivre chez ses parents. Ils ont tous conscience que lorsque le Projet Sentinelle sera de nouveau actif, ils seront de nouveau traqués,.

### Personnages
- Angel Dust a la capacité d'augmenter son adrénaline pendant une courte période ce qui lui permet d'obtenir une force, une vitesse, une agilité et une endurance surhumaines. Lorsqu'elle emploie son pouvoir, des lignes sombres apparaissent sur son visage[28].
- Cell peut évoluer en un organisme d'une seule cellule et se déformer pour passer à travers des grilles ou sous une porte. Cell est tué par une Sentinelle[29].
- Electric Eve est capable de générer de l'électricité, assez pour tuer un homme ou court-circuiter un ordinateur. Electric Eve contrôle mal ses pouvoirs et la décharge peut parfois se retourner contre elle[30]
- Litterbug possède un corps similaire à une blatte. Il a une super-force et est ultra-résistant sauf au feu. Ses griffes et ses dents peuvent percer le métal. Il a de bonnes connaissances en mécanique[31].
- Postman a des pouvoirs télépathiques qui lui permettent d'effacer une portion ou la totalité d'un esprit humain. Il contrôle mal ses pouvoirs et s'il efface complètement un esprit, la personne se retrouve dans le coma[32].
- Shatter a un corps composé d'une substance bleue noir, dure comme le diamant. Son arme favorite est une batte de baseball[33]
- Trader a la capacité modifier la vision de toute personne qui le regarde. Il s'en sert pour se camoufler à la manière d'un caméléon. Trader est abattu par la police[34].

Ennemis
- Dr. Metellus[35]
- Slater[36]

## Apparitions dans d'autres médias
Sauf indication contraire, les informations mentionnées dans cette section peuvent être confirmées par la base de données cinématographiques IMDb,  présente dans la section « Liens externes ».

### Télévision
En 2017, les Morlocks apparessent dans la série télévisée The Gifted.